# Palác Mateus
Palác Mateus (Palácio de Mateus) je barokní zámek v obci Mateus v Portugalsku, přibližně 5 kilometrů od města Vila Real.
Nejstarší dokument dokládající zdejší panství pochází z roku 1488. Majitel pozemků zde po své svatbě v roce 1541 nechal postavit první zámeček, který následující generace několikrát přestavěly a upravily. Současný barokní palác vznikl kolem roku 1743. Architektem byl Nicolau Nasoni, majitelem paláce byl tehdy šlechtic António José Botelho Mourão.
Palác je známý také svým rozsáhlým parkem. V parku se nachází rybník s nymfou – mramorovou sochou od Josého Cutileira. V paláci jsou knihovna a obytné místnosti přístupné návštěvníkům. K interiéru paláce patří olejomalby a skříně s orientálním porcelánem. V blízkosti paláce stojí kaple v barokním stylu z 18. století.
Palác Mateus je vyobrazen na etiketách masově prodávaného růžového vína Mateus Rosé, kterému dal jméno.

## Galerie

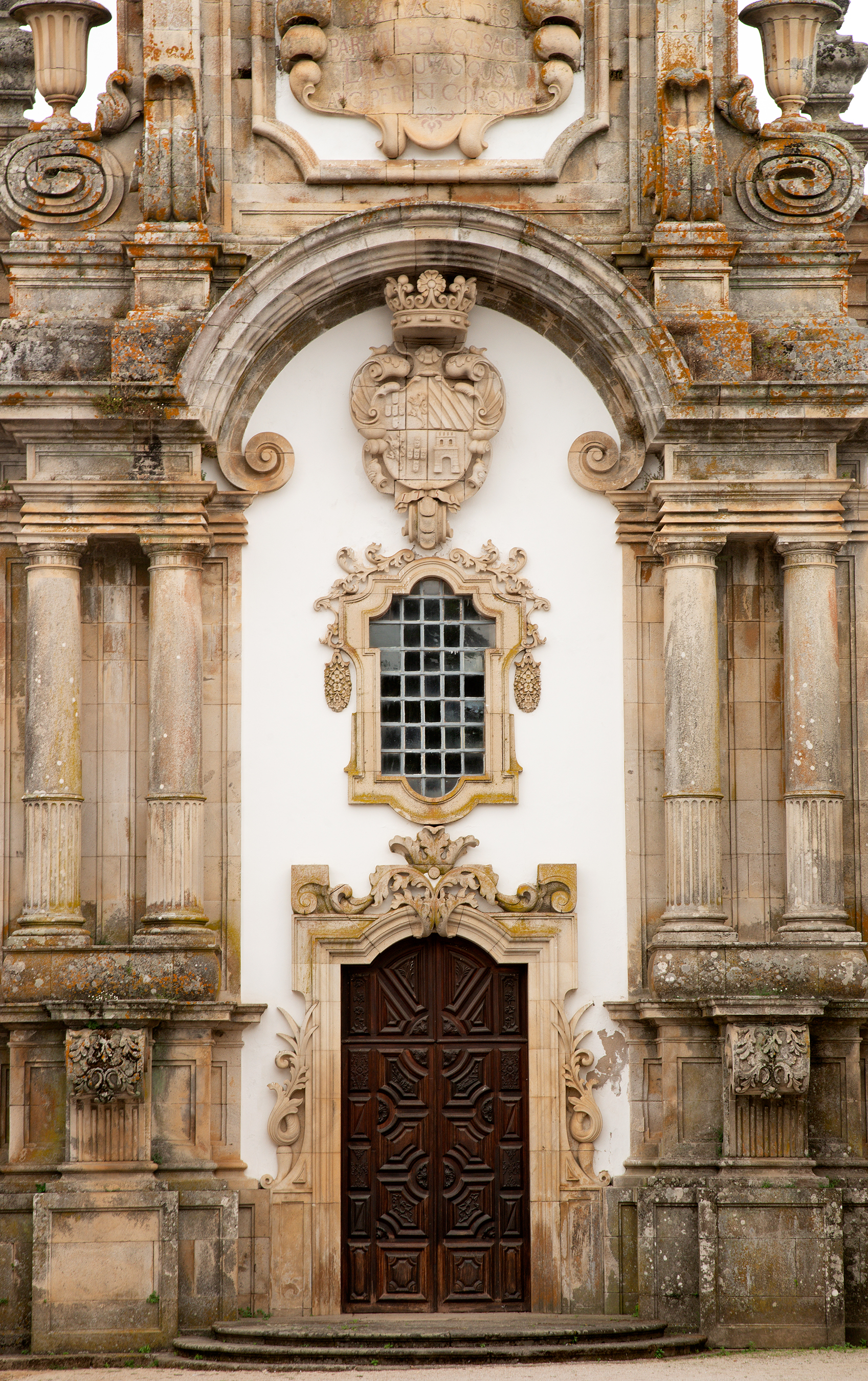
Kaple
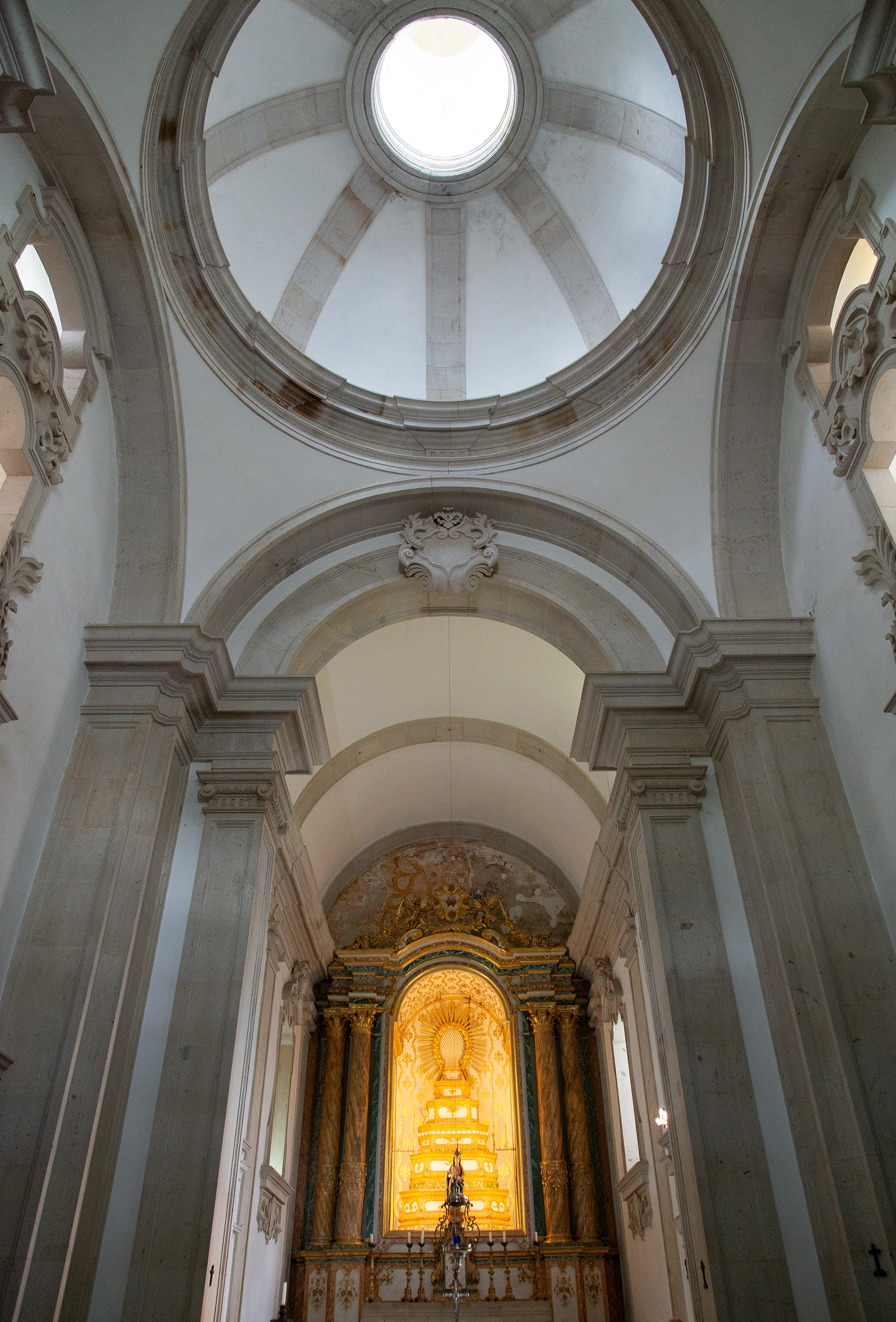
Interiér kaple
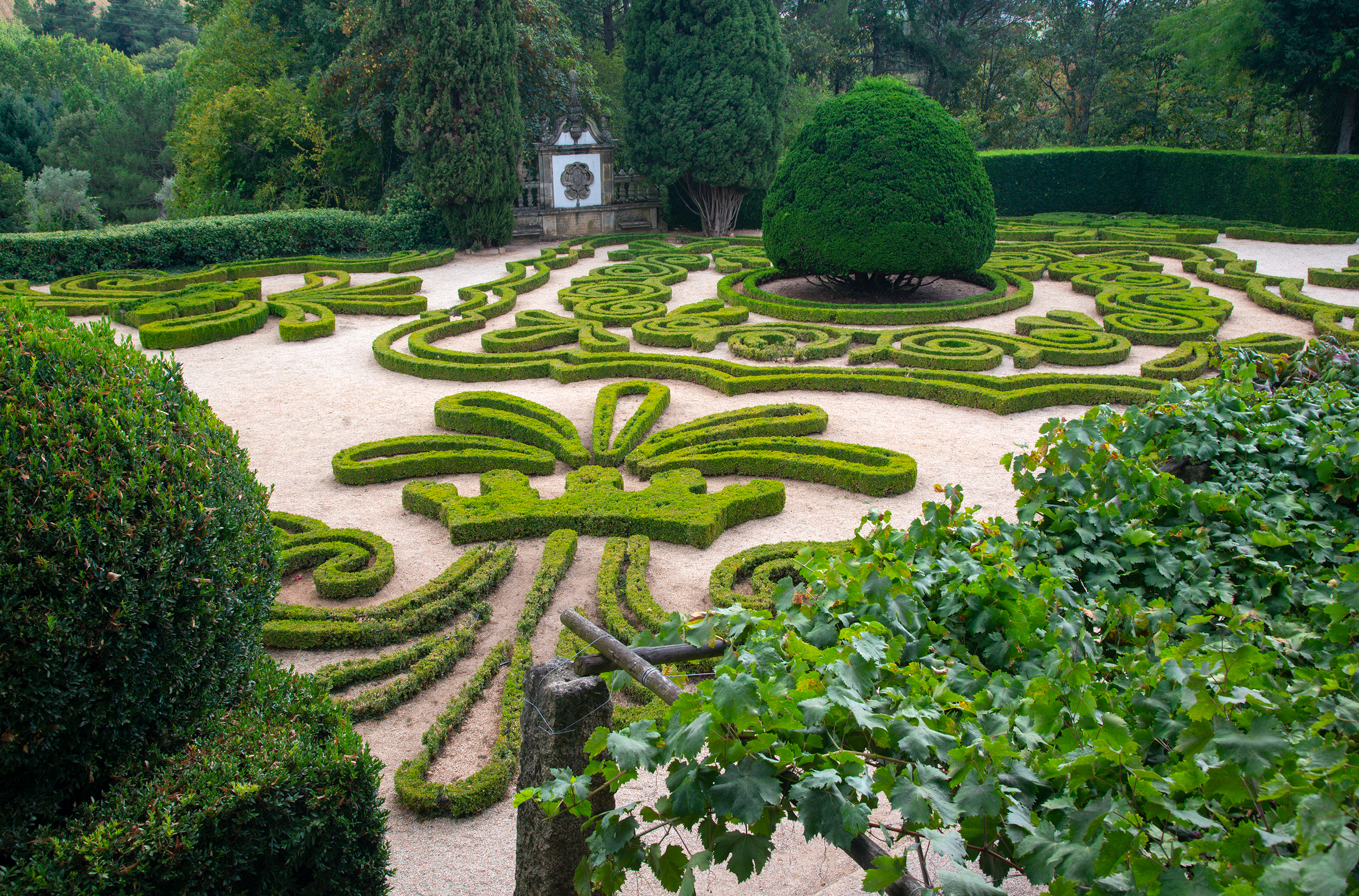
Park
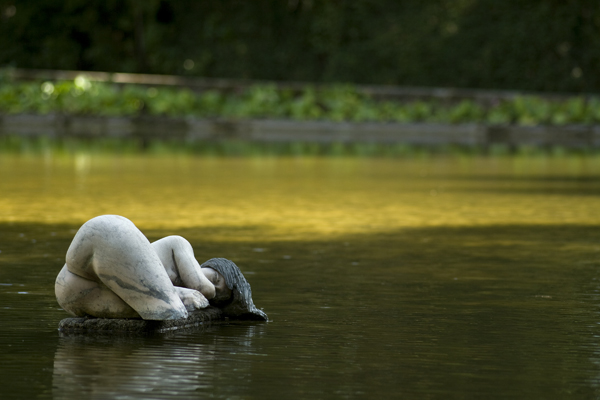
Park (João Cutileiro)